# Platyobria bordenensis
Platyobria bordenensis är en insektsart som beskrevs av Taylor 1987. Platyobria bordenensis ingår i släktet Platyobria och familjen rundbladloppor. Inga underarter finns listade i Catalogue of Life.